# Delia

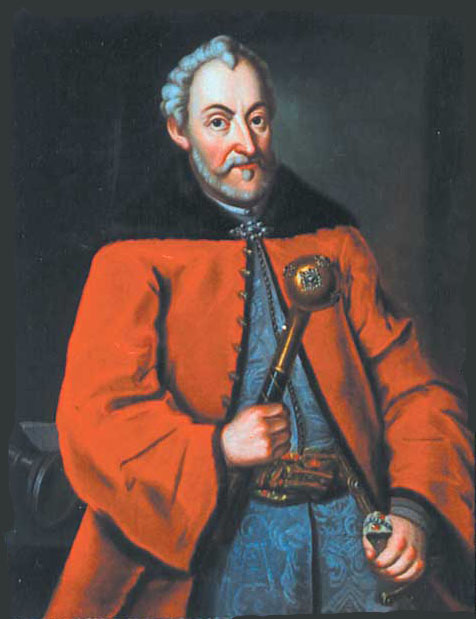
Jan Zamoyski w delii

Delia – element ubioru męskiego szlachty noszony na żupanie. Rodzaj płaszcza, w odróżnieniu od kontusza nie przepasywana, czasami noszona jak opończa – rozpięta i jedynie zarzucona na ramiona. Wykonana z wełny lub bardziej luksusowych materiałów, często wykańczana futrem. Zwykła delia miała krótkie, luźne i rozcięte rękawy i metalowe guziki, ale bywały delie bardzo bogate, z guzikami ze złota i kołnierzami z soboli. Jak większość ubiorów szlachty była pochodzenia orientalnego (Turcja) i pojawiła się w Polsce w połowie XVI w. Była ulubionym ubiorem galowym towarzyszy husarskich, przy czym często zmieniał się krój, długość kołnierza itp.
Delia noszona była w Polsce od połowy XVI wieku przez szlachtę, a w XVIII wieku również przez mieszczaństwo (podbitą baranami).
Rycerstwo używało delii krótkiej bez rękawów i kołnierza, która spięta klamrą zarzucana była na lewe ramię. Starszyzna wojskowa nosiła ten strój podbity rysimi grzbietami.
Delię zwano czasem czuhą albo cują, a delię bez rękawów – deliurą lub deliunakiem.